# Словенково (Кошалінський повіт)
Словенково (пол. Słowienkowo) — село в Польщі, у гміні Бендзіно Кошалінського повіту Західнопоморського воєводства.
Населення — 150 осіб (2011).

## Демографія
Демографічна структура станом на 31 березня 2011 року:
|          | Загалом | Допрацездатний вік | Працездатний вік | Постпрацездатний вік |
| -------- | ------- | ------------------ | ---------------- | -------------------- |
| Чоловіки | 75      | 12                 | 54               | 9                    |
| Жінки    | 75      | 13                 | 48               | 14                   |
| Разом    | 150     | 25                 | 102              | 23                   |